# Paola Elisabetta Cerioli
Paola Elisabetta Cerioli, de naixement Costanza Cerioli (Soncino, 28 de gener de 1816 – Comonte Seriate, 24 de desembre de 1865), va ser una religiosa italiana, fundador de les congregacions de religiosos i religioses de la Sagrada Família de Bèrgam. Va ser proclamada santa per Joan Pau II el 16 de maig de 2004.

## Biografia
Costanza Cerioli va néixer el 28 de gener de 1816 a Soncino (Cremona), filla de per pares nobles i rics: Francesco Cerioli i Francesca Corniani.
Era una constitució delicada i delicada. Dels deu als setze anys, va ser confiada a les Germanes de la Visitació d'Alzano, on va destacar per la bondat de l'ànima i la diligència en l'estudi.
Tenia 19 anys quan, el 30 d'abril de 1835, es va casar amb el noble i ric Gaetano Busecchi dels comptes Tassis, que tenia 60 anys (estem en l'època en què els matrimonis eren arreglats per la família) i el seu marit es va traslladar a Comonte des de Seriate, sempre a Bèrgam.
Pel que fa al marit, més gran que ella, malalt i espiritualment lluny, Costanza Cerioli va ser sempre generosa, pacient i dòcil. Van tenir tres fills, un que morí tot just néixer, un altre que va sobreviure un any, i el tercer a l'edat de 16 anys.
Va enviduar el 25 de desembre de 1854 i, ara sol i rica, tot i que només tenia 38 anys, es va aïllar de la resta del món i va viure retirada a casa seva, dedicant-se a obres de caritat, en les quals va comprometre el seus patrimoni.
Va començar prenent dos orfenats a la casa, que, de seguida, van créixer en nombre, conjuntament amb els encarregats de la seva formació i assistència; per la qual cosa, el 8 de desembre de 1857 va fundar l'Institut de les Germanes de la Sagrada Família, i ella, la vídua Constança, es va fer monja, prenent el nom de Sor Paola Elisabetta. Al cap d'uns anys també va fundar els Germans de la Sagrada Família, dedicats al treball i apostolat en els camps agrícoles.
Va escriure personalment per als seus instituts les regles, que van ser aprovades pel bisbe de Bèrgam; consumint-se en aquest benestar social i activitat religiosa i als 49 anys va morir a Comonte el 24 de desembre de 1865.
Va ser beatificat el 19 de març de 1950 pel papa Pius XII, i va ser proclamada santa pel papa Joan Pau II el 16 de maig de 2004.